# Auguste Cuénod
 (mars 2012).
Si vous disposez d'ouvrages ou d'articles de référence ou si vous connaissez des sites web de qualité traitant du thème abordé ici, merci de compléter l'article en donnant les références utiles à sa vérifiabilité et en les liant à la section « Notes et références ».
Pour les articles homonymes, voir Cuénod.
Auguste Cuénod, né le 15 juin 1868 à Saint-Légier-sur-Vevey et mort le 8 février 1954 à Hammamet, est un ophtalmologiste suisse ayant fait sa carrière en Tunisie, où il s'est particulièrement illustré dans la lutte contre le trachome. Il est également l'auteur du premier tome de la flore de Tunisie, en collaboration avec Germaine Pottier-Alapetite et Augustin Labbe.

## Biographie
Auguste Cuénod vient d'une famille protestante. Sa mère Mary décède en 1871 et son père en 1882.
Il commence des études de médecine à Lausanne et les poursuit en ophtalmologie à la faculté de médecine de Paris où il obtient ses diplômes français de médecine et la médaille d'argent de cette faculté.
Il s'installe en Tunisie en 1894. En 1900, il ouvre une clinique ophtalmologique à Tunis, ouverte à tout le monde, quelle que soit la religion, Il soigne gratuitement les pauvres.
Il fut pendant trente ans vice-président du Conseil presbytéral de l'Église réformée de Tunis.
À l'Institut Pasteur de Tunis, il mène des études sur le trachome, la conjonctivite.
Il prend sa retraite en 1940 à Hammamet. Un forage lui permet d'aménager autour de sa villa un jardin de plaisance et d'essais, renouant avec sa première passion pour la botanique. Il y entretient une collection remarquable de fleurs et de plantes. Il entame la rédaction de plusieurs volumes sur la flore de Tunisie. Il continue à soigner les malades des yeux et poursuit surtout sa lutte contre le trachome.
En 1943, il cache des Juifs dans sa villa.
Il décède le 8 février 1954 et, selon sa volonté, il est inhumé à Hammamet.
Auguste Cuénod est le grand-père de la théologienne et historienne Marjolaine Chevallier.

## Contribution botanique
En collaboration avec Germaine Pottier-Alapetite et A. Labbé, Auguste Cuénod est l'auteur du premier tome de la flore de Tunisie consacré aux cryptogames vasculaires, aux Gymnospermes et aux Monocotylédones.
Il a écrit les articles suivants :
- La Botanique en Tunisie. Conférence faite à la séance d'ouverture de la Session extraordinaire de la Société Botanique de France à Tunis le 5 avril 1909. Bull. Soc. Bot. France, 56, p. X-XXI, 1909.
- Note relative à la constitution d'un herbier. Bull. Soc. Hort. Tun., no 54. p. 188491, 1912.
- Notes sur la flore tunisienne. Discours d'ouverture de la Session de Botanique. Assoc. Franc. Avanc. Sci. p. 282-293, 1913.
- Les plantes médicinales croissant en Tunisie. Bull. Soc. Hort. Tun., no 82, p., 186-189, 1914.
- À propos de divers cas de fasciation. I.. Sur un Bellombra (Phytolacca dioica). Rev. Tun., 21 (106), p. 396-398, 1914.
- Notes sur les tulipes de Tunisie. Bull. Soc. Hist. Nat. Afr. N., Algérie, 10, p. 35-37, 1919.
- Les plantes médicinales de la Tunisie (en collaboration avec MM. Luciani et Guillochon) Off. Nat. Mat. P., 1920.
- Hypothèse relative à la place des Monocotylédones dans la classification naturelle. Bull. Soc. Bot. France, 79, p. 365-393, 1932.
- Le Phyllome et son rôle dans l'architecture des végétaux, Ibid., 85, p. 698-718, 1938.
- Du passage chez le Nerium Oleander de l'opposition foliaire binaire au verticille trimère. lbid., 87, p. 134-136, 1940.
- À propos du calice de la rose. Bull. Soc. Hist. Nat. Afr. N., Algérie, 32, p. 159-163, 1941.
- Sur la phyllotaxie de quelques Solanacées. Ibid., 33, p. 104-109, 1942.
- De quelques particularités de la ramification chez les Boraginacées. Ibid., 33, p. 183-189, 1942.
- Premières recherches expérimentales sur le Phyllome. Bull. Soc. Bot.France, 89, p. 47-53, 1942.
- Hypothèse et théorie du « Phyllome ». Bull. Soc. Hist. Nat. Afr. N., Algérie, 34, p. 168-178, 1943; 35, p. 86-93, 1944.
- Quelques remarques sur la phyllotaxie des Géraniacées. Ibid, 35, p. 94-100, 1944;
- Anisophyllie et diphyllomie. Bull. Soc. Bot. France., 93, p. 349-352, 1946.
- Remarques sur la diversité des fonctions du tissu médullaire. Ibid., 94, p. 276-279, 1947.
- Sur les spirales génératrices de la tige. C.R. Acad. Sci., 224 p. 358-359, 1947.
- Le sommet végétatif du Mesembryanthemum edule. Rev. Scientif., 87, p. 288-290, 1948.
- Que signifient, au point de vue phyllotaxique, les séries spiralées de cicatrices que laissent après leur chute ou leur section les feuilles des palmiers ? Trav. Botan. dédiés à R. Maire, p. 57-60, 1949.
- Stapéliées nord-africaines (en collaboration avec Mme Pottier-Alapetite). Bull. Soc. Sci. Nat. Tun., 2 (1), p. 53-56, 1949.
- Sur la phillotaxie du capitule des Composées. Bull. Soc. Bot. France., 98, p. 24-27, 1951.
- Du rôle de la feuille dans l'édification de la tige. Bull. Soc. Sci. Nat. Tun., 4 (1-4), , p. 3-15, 1951.

Il est l'auteur de deux taxons :
- Calendula tunetana Cuénod in Bull. Soc. Bot. France, 56: ci (1910), nom rejeté par la de données des plantes d'Afrique au profit de Calendula suffruticosa Vahl subsp. suffruticosa.
- Atractylis candida Cuénod in Bull. Soc. Bot. France 58: 490. (1911), rejeté par la de données des plantes d'Afrique, est synonyme de Atractylis carduus (Forssk.) H.Christ.

## Pour en savoir plus

### Publications
- Auguste Cuénod, Germaine Pottier-Alapetite (collaboration) et Augustin Labbe (collaboration), Flore analytique et synoptique de la Tunisie : Cryptogames vasculaires, Gymnospermes et Monocotylédones, Tunis, Office de l'expérimentation et de la vulgarisation agricoles (Imprimerie S.E.F.A.N.), 1954, [1]-39, [1]-287 (lire en ligne)
- Étude expérimentale du trachome : conjonctivite graveleuse par Charles Nicolle, Auguste Cuenod, Ludovic Blaizot, Paris, Doin, 1911.
- L'articulation du coude [Texte imprimé] : Étude d'anatomie comparée 46 p. : 3 p. de pl. h.t. ; 23 cm Aus der internationalen Monatsschrift f. Anat. u. Phys. 1888, Heft 10
- Reproduction expérimentale de la conjonctivite granuleuse chez le singe Macacus sinicus par Charles Nicolle et Auguste Cuénod. Extrait de :"Comptes rendus des séances de l'Académie des sciences", 1907, 1 vol. (3 p.) ; 27 cm
- Le trachome : historique, clinique, recherches expérimentales et étiologie, thérapeutique, prophylaxie par Roger Nataf ; préface de A. Cuénod. 1 vol. (V-427 p.-XVII f. de pl.) : ill. ; 25 cm.

Paris : Masson, 1952
- Le trachome, avec 39 figures originales en noir et en couleurs A. Cuénod, ... Roger Nataf, ... ; préface de Charles Nicolle. Paris, Masson et Cie, 1930, 238 p., 1 l., VI pl. on 4 l. : ill.
- Atlas-manuel d'ophtalmoscopie par Otto Haab, .... - Édition française par le Dr Albert Terson et le Dr A. Cuénod. Paris : Baillière et fils. 1896. 1 vol. (247 p.) : ill., 64 pl. en coul. ; 19 cm

### Bibliographie

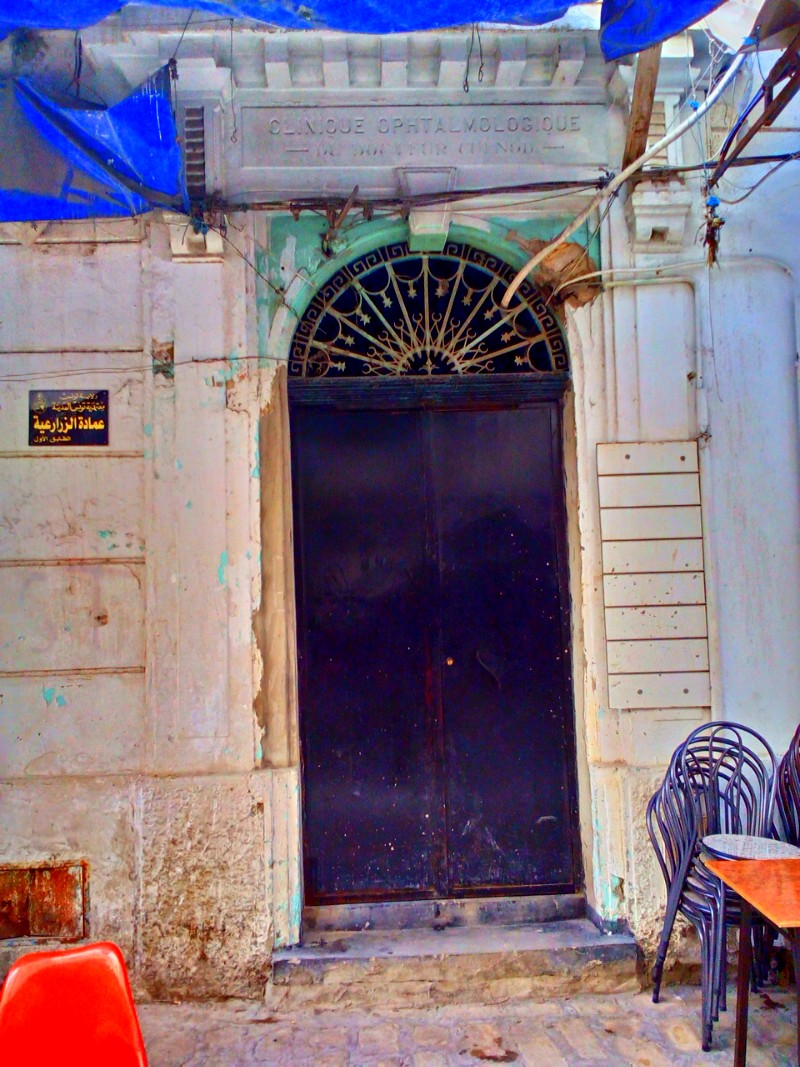
Façade de l'ancienne clinique ophtalmologique du docteur Auguste Cuénod dans la médina de Tunis
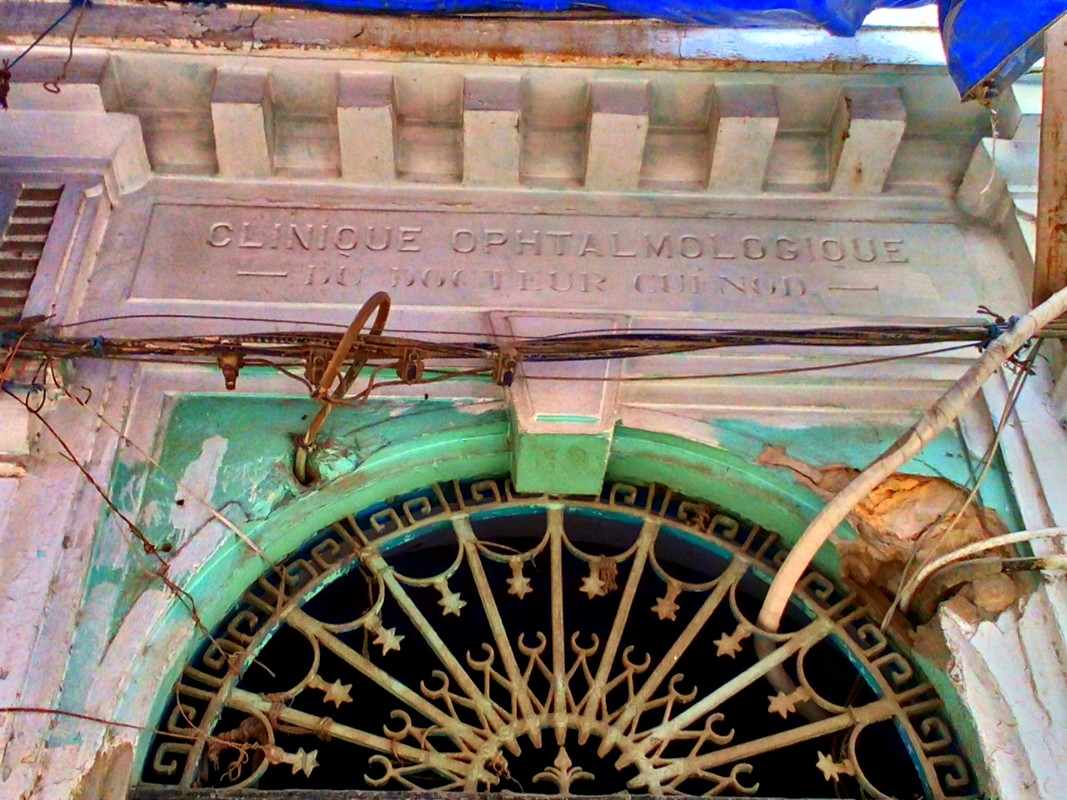
Inscription marquant le nom du docteur Auguste Cuénod sur l’entrée de son ancienne clinique ophtalmologique dans la médina de Tunis